# Martina Ratej
Martina Ratej (née le 2 novembre 1981 à Loče) est une athlète slovène, spécialiste du lancer du javelot.

## Biographie
Elle est élue athlète slovène de l'année 2012 par la Fédération slovène d'athlétisme grâce à sa participation à la finale des Jeux olympiques de Londres, où elle termine septième.
C'est avec le même placement qu'elle avait été finaliste à Daegu lors des Championnats du monde 2011, tandis qu'elle avait terminé 11e lors des précédents à Berlin et 11e également des suivants à Moscou, mais en qualifications cette fois.
Elle remporte la Coupe d'Europe hivernale des lancers 2015 à Leiria. Le 9 juillet 2016, elle se classe 6e des Championnats d'Europe d'Amsterdam avec 60,65 m.
Elle réussit son meilleur jet de la saison 2017 en qualifications des championnats du monde de Londres, le 6 août, avec 65,64 m. Elle passe sans encombre en finale mais ne se classe que 9e de celle-ci avec 61,05 m.
Elle se classe 10e des championnats du monde à Doha avec 58,98 m.
En mars 2020, elle est suspendue provisoirement à cause de la présence d'une substance interdite, le clostebol, lors du retest d'un échantillon fourni par l'athlète à la suite de sa 7e place lors des Jeux olympiques de Londres 2012. Elle se défend en déclarant que cette substance n'aurait pu être ingérée dans son corps à cause de problèmes gynécologiques survenant pendant la première partie de l'année 2012, où elle rencontra des problèmes et se battait pour rester en vie.

## Vie privée
Martina Ratej est mère de deux enfants.

## Palmarès
| Date | Compétition                          | Lieu             | Résultat | Marque  |
| ---- | ------------------------------------ | ---------------- | -------- | ------- |
| 2009 | Jeux méditerranéens                  | Pescara          | 3e       | 59,08 m |
| 2009 | Championnats du monde                | Berlin           | 10e      | 57,57 m |
| 2010 | Championnats d'Europe                | Barcelone        | 6e       | 60,99 m |
| 2011 | Championnats du monde                | Daegu            | 6e       | 61,65 m |
| 2012 | Jeux olympiques                      | Londres          | 7e       | 61,62 m |
| 2013 | Championnats d'Europe par équipes    | Kaunas           | 1re      | 62,60 m |
| 2013 | Jeux méditerranéens                  | Mersin           | 1re      | 60,28 m |
| 2014 | Coupe d'Europe hivernale des lancers | Leiria           | 3e       | 59,87 m |
| 2014 | Championnats d'Europe                | Zurich           | 6e       | 61,58 m |
| 2014 | Ligue de diamant                     | Ligue de diamant | 2e       | détails |
| 2015 | Coupe d'Europe hivernale des lancers | Leiria           | 1re      | 63,42 m |
| 2015 | Championnats des Balkans             | Pitești          | 1re      | 59,19 m |
| 2016 | Championnats d'Europe                | Amsterdam        | 6e       | 60,65 m |
| 2016 | Ligue de diamant                     | Ligue de diamant | 5e       | détails |
| 2017 | Coupe d'Europe hivernale des lancers | Las Palmas       | 1re      | 60,66 m |
| 2017 | Championnats d'Europe par équipes    | Tel Aviv         | 3e       | 60,64 m |
| 2017 | Championnats du monde                | Londres          | 9e       | 61,05 m |
| 2017 | Ligue de diamant                     | Ligue de diamant | 5e       | 62,77 m |
| 2018 | Championnats d'Europe                | Berlin           | 4e       | 61,81 m |
| 2018 | Ligue de diamant                     | Ligue de diamant | 6e       | 60,86 m |
| 2019 | Championnats d'Europe par équipes    | Varazdin         | 2e       | 56,87 m |
| 2019 | Championnats du monde                | Doha             | 10e      | 58,98 m |
| 2022 | Championnats d'Europe                | Munich           | 5e       | 59,36 m |

## Records
| Épreuve           | Marque       | Lieu | Date        |
| ----------------- | ------------ | ---- | ----------- |
| Lancer du javelot | 67,16 m (NR) | Doha | 14 mai 2010 |